# Chiesa di San Salvario
La chiesa di San Salvario è un luogo di culto cattolico di Torino situata su Via Nizza nel quartiere di San Salvario.

## Storia

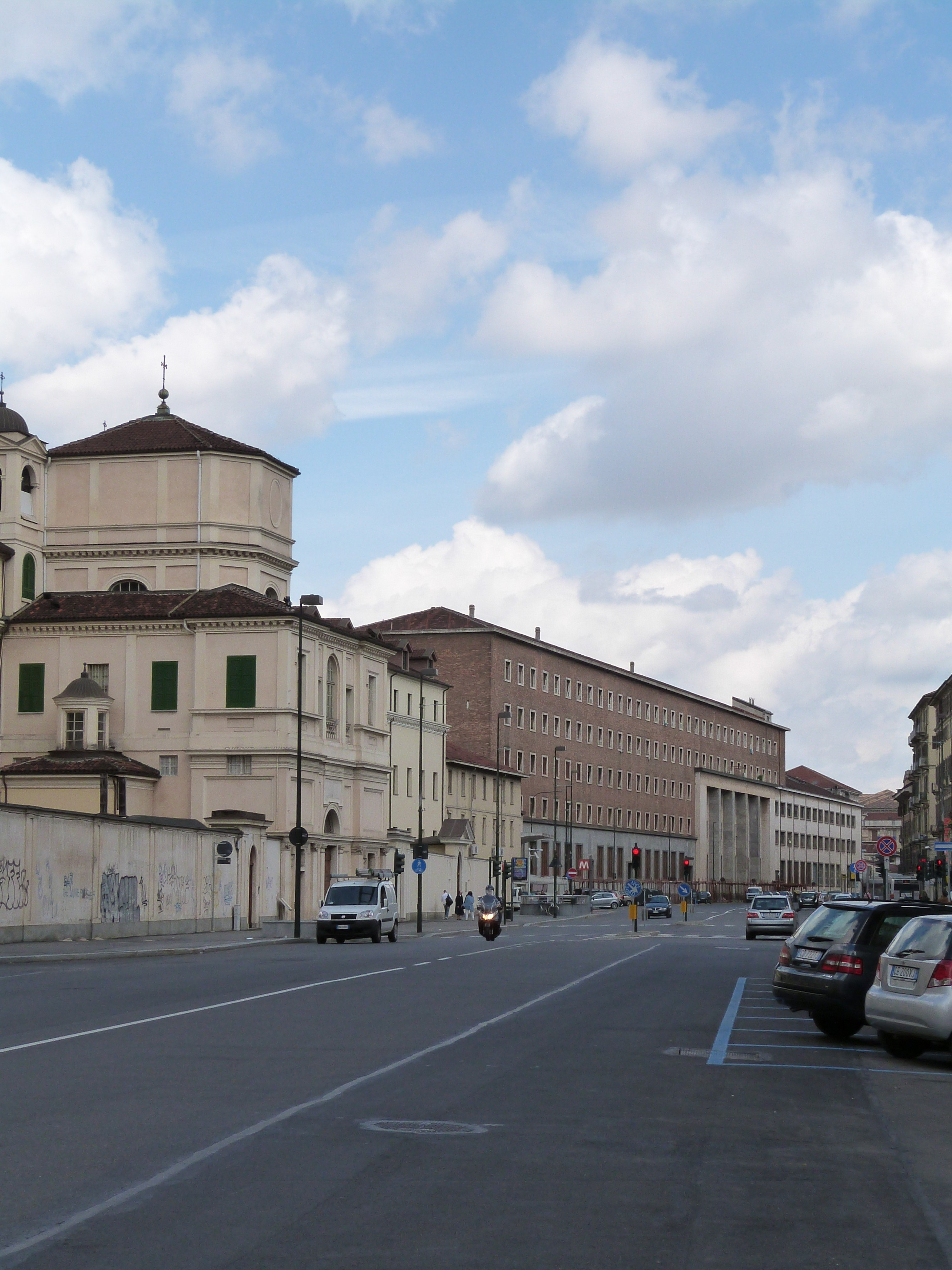
La chiesa vista da Via NIzza

Originalmente, il sito era occupato da una chiesa risalente almeno al 1110 e dedicata a San Salvatore. In documenti medioevali veniva definita "que sita est in campania" per distinguerla da un'altra chiesa dedicata a San Salvatore sita dentro alle mura. Nel secolo XVI era priorato dei monaci benedettini. In un testo del 1526 compare per la prima volta il nome «San Salvario» come alternativa a San Salvatore.
La chiesa attuale costruita su progetto di Amedeo di Castellamonte nel 1646 col fine da servire da cappella alla  "Delizia del Valentino" (il castello del Valentino). I lavori furono voluti da Cristina di Francia. I Servi di Maria si insediarono il 28 maggio 1653 e vi aggiunsero un convento nel 1658 ed un ospedale. L'ordine, prima scacciato nel 1802 e poi tornato nel 1825 con la Restaurazione, si trasferì poi nella chiesa di San Carlo il 6 dicembre 1840. Il convento venne ceduto come noviziato alle Figlie della carità di San Vincenzo de' Paoli le quali aggiunsero una "infermeria di San Vincenzo". Nel 1865, con la costruzione della vicina chiesa dei SS. Pietro e Paolo, San Salvario venne soppressa come parrocchia ed il convento ampliato su progetto di Barnaba Panizza. L'ampliamento della vicina linea ferroviaria priva il complesso dei due chiostri e del suo giardino. L'edificio fu ancora nuovamente ampliato, forse su progetto di C. Caselli, all'inizio del '900. Dagli anni '50 inizia un lento declino fino ad un restauro negli anni '90.

## Descrizione
La chiesa è di dimensioni modeste ma presenta uno stile elegante, frutto del suo legame con il Castello del Valentino. L'altare della cappella intitolata alla Vergine Immacolata è decorato con marmi policromi da Frabosa, Busca e Valdieri. L'altare maggiore è dedicato a Maria Vergine e San Pellegrino, l'altare di desta a San Giuseppe e quello di Sinistra alla Madonna della Concezione. La tela del 1645 raffigurante San Salvatore, San Valentino e Santa Cristina è di Francesco Cairo. Il quadro che stava sull'altare di San Pellegrino è attribuito a Jacopo Bassano (trasferito poi nella chiesa di San Carlo) e la statua della Madonna Addolorata è del 1660 di Salvator Guarniero. Gli affreschi della cappella della Madonna Addolorata sono di Giovanni Stefano Robatto, dipinti con angeli e gli strumenti della Passione.
La facciata è a doppio ordine, con tre aperture al piano di sotto e cinque al piano superiore. Il basso tamburo ottagonale termina con un tetto a falde in coppi. Inizialmente era prevista una cupola, ma non fu mai completata. L’interno rettangolare presenta con due cappelle laterali, il presbiterio ed il coro. Ai lati della chiesa sono presenti due ali simmetriche del vecchio convento, a tre piani e arretrate rispetto al filo stradale.